# Lina von Schrader
Lina von Schrader (* 8. Februar 2004 in Heidelberg) ist eine deutsche Fußballspielerin, die seit Juli 2024 bei RB Leipzig unter Vertrag steht.

## Karriere

### Vereine
Schrader begann bei der SG Hohensachsen aus dem Weinheimer Ortsteil Hohensachsen mit dem Fußballspielen. Über den Mehrspartensportverein TSG Weinheim gelangte sie zur SG Heidelberg-Kirchheim, der sie bis ins Jahr 2021 als Torhüterin angehörte.
Zur Saison 2021/22 wurde sie als eine von drei Spielerinnen von der TSG 1899 Hoffenheim verpflichtet und zunächst für deren zweite Mannschaft vorgesehen. Für diese debütierte sie im Seniorinnenbereich zum Saisonauftakt am 15. August 2021 beim 4:1-Sieg im Heimspiel gegen den SV Henstedt-Ulzburg. Sie bestritt 16 weitere Punktspiele in der 2. Bundesliga und gehörte in dieser Zeit bereits dem Kader der ersten Mannschaft an sechs Spieltagen an, ohne jedoch eingesetzt worden zu sein, wie auch in drei Spielen in der Champions-League-Qualifikation und in vier Spielen in der Gruppenphase.
In der Folgesaison bestritt sie 15 Zweitligaspiele und gehörte an sieben Spieltagen dem Kader der ersten Mannschaft ohne Einsatz an, wie auch im Achtelfinale des DFB-Pokalwettbewerbs.
Zu ihrem Bundesligadebüt kam sie am 13. November 2023 (7. Spieltag) beim 2:1-Sieg im Auswärtsspiel gegen den 1. FC Köln.
Zur Saison 2024/25 wechselte sie zu RB Leipzig.

### Auswahl-/Nationalmannschaft
Schrader bestritt als Spielerin der U-14-Auswahlmannschaft des Badischen Fußballverbandes in den Jahren 2017 und 2018 insgesamt sieben Spiele im Turnier um den DFB-Länderpokal an der Sportschule Wedau in Duisburg.
Ihr Debüt als Nationalspielerin gab sie am 31. Oktober 2018 in der U-15-Nationalmannschaft; das in Sonthofen gegen die Schweizer U16 ausgetragene Freundschaftsspiel wurde mit 6:0 gewonnen.
Ihr Debüt für die U-19-Nationalmannschaft gab sie am 8. November 2022 mit dem in Ramat Gan ausgetragenen ersten Spiel der Liga A in der Ersten Qualifikationsrunde, Gruppe 6 beim 5:0-Sieg über Israel. Bei der 1:2-Niederlage gegen Österreich sechs Tage später stand sie ebenfalls im Tor. Sie bestritt ferner das am 18. Februar 2023 in La Nucia ausgetragene Freundschaftsspiel gegen Italien, das mit 3:3 endete.

## Sonstiges
Über ein Spitzensport-Stipendium studiert von Schrader im 6. Jahrgang WS 2022/23 an der Ruprecht-Karls-Universität Heidelberg Psychologie.